# Ича (мифология)
Ича (Итьте) — герой самодийской (селькупской) мифологии. Также известен как Йчкачка, Йчакэчика («Ича-племяшек»).

## Основные сведения
Возникновение Ичи относится к эпохе прасамодийской общности. Согласно мифам, записанным Доннером, Ича является культурным героем. Атрибуты Ичи — лук со стрелами, а также лыжи. В некоторых мифах говорится, что эти предметы передала ему воспитавшая его бабушка, с которой Ича живёт в одном чуме.
Основной сюжет цикла мифов про Ичу — его борьба с великаном Пюнегусе, который убил и съел его родителей. Пюнегусе обладает огромной силой, а также носит железную шубу квэзи-порг, но Ича хитростью заставляет его снять шубу, затем побеждает великана и сжигает его. Из пепла Пюнегусе образуются комары, пауты и мошки, а из зубов — колючки шиповника.
Кроме победы над Пюнегусе, Ича совершает еще ряд подобных деяний. Так, когда слепой шаман проглотил Ичу вместе с чумом и бабушкой, Ича изнутри прорезает ножом живот шамана и уничтожает его. Также он освобождает от похитителей трёх дочерей лесного духа, после чего женится на них. Одна из жён позже родила «медведя-духа», который считается предком селькупов из рода Медведя, живущих на реке Кеть.
После совершения своих подвигов, Ича оставляет землю селькупов семизубому демону Кэристосу, который называется «отцом всех русских», а сам удаляется на отдых.
Ича является эпонимом, давшим название многим самодийским топонимам.

## Ича в космогонических сюжетах
Ича в космогонических сюжетах предстает в качестве божественного покровителя селькупов, включённого в высший уровень пантеона. Также он появляется в образе небесного всадника, считающегося непобедимым благодаря своему коню. От коня Ичи рождаются саблерогие олени - духи, считающиеся помощниками шаманов. Наконец, Ича является громовержцем, а гроза считается поединком, в котором Ича поражает молниями злых духов, служащих богу зла Кызы. 
В некоторых мифах Ича называют сыном Лиманча, который был вынужден переселиться с семьёй на небо, спасаясь от преследований Кызы. 
Согласно одному из мифов, Кызы является двоюродным братом Ичи, их сражение началось на земле, и братья постепенно поднимаются всё выше, пока их доспехи не спекаются от жара солнца, делая их неподвижными. Борцов освобождает бабушка Ичи, и их борьба безрезультатно продолжается до сих пор - поэтому в мире сосуществуют добро и зло.

## Ича как трикстер
Также Ича предстает в виде трикстера, причем не всегда удачливого. Хитрости Ичи направлены не только против злых духов, но и против других врагов селькупов, среди которых русские купцы и воеводы, а также и против собственной родни. В селькупских сказаках русского происхождения Ича иногда используется вместо оригинального героя-трикстера, например, Иванушки-дурачка, либо последний наделяется свойствами и атрибутами Ичи.
Ича может превращаться в глухаря, дотронувшись до шкурки его птенца.

## Параллели в других культурах
В фольклоре других северных народов есть персонажи, образ которых соответствует Иче:
- Дяйку у нганасанов;
- Ди'а у энцев;
- Йомбо у ненцев.